# 广善
广善（约1760年代—19世纪？），董氏，内务府汉军镶黄旗人。清朝政治人物，进士出身。

## 生平
乾隆五十一年（1786）丙午科舉人（时隶内务府镶黄旗安常管领下，安常曾任内务府镶黄旗包衣第二㕘领第四管领、内务府正黄旗包衣第二叅领第二管领（系国初编立），载《钦定八旗通志》），乾隆五十四年（1789）己酉科進士（时隶内务府镶黄旗徳明佐领下）。广善曾于嘉庆四年（1799年）接替吴逢圣任福建延平府知府一职，嘉庆八年(1803年)由李尧栋接任。嘉庆十年，杭州府知府。又任宁波府知府，官至浙江按察使。著有《槐蔭堂文藁》。
在福建延平知府任上，重建义学，匾曰“养正书院”。

## 家庭
- 高祖國寶。妻韓氏，周氏。
- 曾祖赫昇額。妻薛氏，谷氏。
- 祖父常樂，內務府員外郎。妻張氏，王氏。
- 父五保，內務府員外郎，總理南苑事務，江南候補道。妻張氏，趙氏，黃氏。
- 胞兄廣霈。其子嘉慶辛酉科進士衍恩。
- 妻楊氏，方氏。
- 子道光三年（1823年）癸未科进士毓慶（又衍豫，1791-？）。孙女董氏，嫁正蓝旗满洲、科舉人他塔喇氏毓繩（又玉繩；父嘉慶六年（1801年）辛酉恩科进士秀堃）。
- 子衍勛，嘉慶戊寅恩科舉人。嫡妻完顏氏（父內務府鑲黃旗滿洲、山東泰安府知府完顏廷鏴，母惲珠；祖父河南布政使完顏岱），繼妻溥爾濟特氏（父廣惠）。孙女董氏（母溥爾濟特氏），嫁咸豐二年(1852)壬子恩科進士索勒豁金氏永順 (咸豐進士)（父麟慶，始祖明山；胞姊索勒豁金氏嫁內務府鑲黃旗漢軍孫氏崇文（胞兄道光二十四年（1844年）甲辰科進士啟文；父嘉慶二十四年（1819年）己卯恩科三甲進士慶霖，又名慶善））。
- 子榮晉，河南候補直隸州知州。其女董氏，嫁正红旗汉军、同治甲子科舉人楊橒（父道光十六年（1836年）丙申恩科进士杨能格）。
- 女一董氏，继配嫁江宁将军宗室祥厚（阵亡，授世袭二等輕車都尉；父宗室法式尚阿，先祖英親王阿濟格）。